# Ateizmus

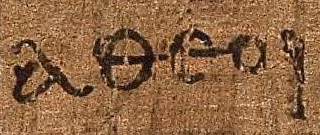
Az „αθεοι” (atheoi) görög szó az Újtestamentumban egy korai, 4. századból származó papiruszon (Pál levele az epheszosziakhoz (2:12) „Ti abban az időben Krisztus nélkül éltetek, Izráel közösségétől elkülönítve, és mint az ígéret szövetségein kívül álló idegenek, reménység nélkül és Isten nélkül éltetek a világban.”)

Az ateizmus azon emberek világnézetének gyűjtőneve, akiknek egyetlen közös tulajdonsága, hogy nem hisznek isten(ek)ben. Az ateizmus nem egy hit, és nem egy vallás.
Az ateisták különbözőképpen viszonyulhatnak a vallásokhoz és az istenhit kérdéséhez, nincs szükségképpen közös világképük, az ateizmus nem egy ideológia. Az ateizmusnak nincsenek vezetői, nincs szentkönyve, nincs erkölcsi szabályrendszere. A legtöbb ateista a szekuláris humanizmus elveit tudja magáénak, de nem mindegyik. Néhányan gnosztikus ateisták, akik állítják, hogy istenek nem léteznek, míg sokan agnosztikus ateisták, azaz csupán nem hisznek, mert szerintük nincs elegendő bizonyíték arra, hogy az istenekben való hit racionális legyen.
Az ateisták között vannak erősen vallás- és egyház-ellenesek, akik élesen bírálják, kritizálják az egyházak tevékenységét és állami finanszírozását, a vallások összefonódását a politikával, vagy a hitoktatások jelenlétének helyességét az oktatási intézményekben.
Nem minden ateista racionális következtetésből ateista. Az ateizmus önmagában nem jelenti azt, hogy valaki nem hihet valami felsőbb intelligenciában, ami hite szerint nem egy isten. Előfordul olyan ateista is, aki hisz babonákban, asztrológiában, vagy kártyajóslásban, homeopátiában, akupunktúrában.
Vannak ateisztikus vallások is, mint a buddhizmus egyes ágai, a konfucianizmus, taoizmus, vagy dzsainizmus; amelyek azért úgymond ateisztikusak, mert ezekben a vallásokban nincsenek istenek, istenekbe vetett hit.

## Az ateizmus szó etimológiája
A korai ógörög nyelvben az atheosz (άθεος) melléknév (ami a theosz = isten szóból jött létre az a- fosztóképzővel) istennélküliséget vagy istenekben való hit nélküliséget jelentett.
 A latin nyelvbe a szót Cicero római államférfi, szónok és filozófus (i. e. 106-43) vitte át.
 A kifejezés az i. sz. 5. század körül újabb jelentést kapott: istentagadó, istentelen. Ez a változat a korai keresztények és pogányok vitái során terjedt el, akik egymást kölcsönösen ateizmussal vádolták.
 Az ateizmus fogalma az idők során változott, és egészen mostanáig nem vált teljesen egyértelművé. A jelenleg is forgalomban lévő lexikonok egy része az ateizmust az istentagadással azonosítja, míg más lexikonokban megjelenik az a nézet, amely mára uralkodóvá vált[forrás?], és amely az istenhit hiányát explicit tagadás nélkül is ateizmusként értelmezi.
„Doktrína, amely tagadja Isten létezését.”
„Általánosságban az Istenbe vagy spirituális létezőkbe vetett metafizikai hit kritikája és elutasítása.”
„Isten létezésének tagadása vagy nem hite. Istennek való engedelmesség elmulasztása, istentelenség [praktikus ateizmus].”
„Isten vagy istenek létezésébe vetett hit hiánya vagy hitetlenség.”
A magyar felfogás pár évtizede szintén a szűkebb értelmezés felé hajlott, ezt illusztrálja az Új Magyar Lexikon meghatározása:
„<a görög 'istentelen' szóból>: világnézet, mely tagadja a természetfeletti erők, isten v. istenek, a túlvilág létezését, elveti a vallást, és harcol ellene”
Miközben az etimológiai meghatározás helyes módon a tágabb „istentelen” (ld. fentebb), aközben az UML meghatározása szűkebbre szabottan csak az istentagadót írja körül.
William James szerint az ateista áramlatok egy nagy családra hasonlítanak, amely tagjai között vannak hasonlóságok, de nincs egy közös vonásuk sem. A fő ismérvük mégis a teremtő isten hiánya

## Az ateizmus ágai
Az ateista világnézeteknek két fő csoportját különböztetjük meg:
- A gyakorlati ateizmus alapgondolata: A gyakorlati ateista nem ismeri el a vallási törvényeket, rendeleteket, ehelyett önmaga, s a társadalom törvényeihez igazodik. Nem feltétlenül tagadja isteni erők létét, azonban életére – amennyiben elismeri egyáltalán – a transzcendencia létezése semmilyen hatással nincs, a mindennapokban nem befolyásolja. Lásd még: deizmus.
- Az elméleti ateizmust két ágra lehet osztani.
  - A gyenge ateizmus (ill. negatív vagy szkeptikus ateizmus) azt vallja, hogy Isten létének kérdése nem eldönthető (agnosztikus ateizmus), vagy egyszerűen nem óhajt foglalkozni vele. Az úgynevezett "gyenge ateisták" nem jelentik ki tételesen, hogy nem léteznek istenek, de ők maguk nem hisznek bennük, tehát valójában nem ateisták, inkább nem hívők.
  - Az istentagadás az erős ateizmus (ill. pozitív ateizmus), amely többek között a tudomány által is bizonyítottnak vagy alátámasztottnak érzi Isten, illetve az isteni lény nemlétét (gnosztikus ateizmus). A teológiai eszmefuttatásokat eleve tudománytalannak tartja, esetleg – de nem szükségszerűen – vitába is száll velük.

Az ateizmus szó jelentésénél fogva a teizmus elutasítását jelenti, de a deistákat a legtöbb esetben nem tekintik ateistáknak. Az Encyclopædia Britannica definíciója szerint az ateizmus minden más spirituális létezőbe vetett hit elutasítását is jelenti, ez az ateizmus fogalmába általában szintén nem tartozik bele, de általában az ateisták valóban nem hisznek más spirituális létezőkben sem. Hasonlóan kérdéses az, hogy egyes vallások istenhit nélküli formáit tekinthetjük-e ateizmusnak. Erre jó példa a buddhizmusnak a hinduizmustól elválasztott, istenhit nélküli formája, melyet például Stephen Bachelor ateizmusnak nevezett „Buddhizmus hit nélkül” c, könyvében.
A 21. században az ateizmus egyben materializmus is. Korábban néhány filozófus, pl. Schopenhauer az anyagi világ illúzióját hirdette, és a valóság szellemi természetét.
Az ateizmusnak számos válfaja ismert; vannak olyan ágai is amelyek vallássá szerveződtek, és olyanok is, amelyek egyházzá. Ateista-humanista egyházak fellelhetőek például a skandináv országokban, és Magyarországon is léteznek ateista egyház-alapítási kezdeményezések.

## Az ateizmus története

### Ókor
Az ateizmus ókori fogalma összetett. Részben Isten vagy az istenek létének közvetlen tagadását, részben tiltakozást jelentett az olyan istenfogalom ellen, amely összeférhetetlen az általuk igaznak tartott Istennel.
Az ateizmus egyik formájának tekinthetők a Buddha előtti ősi indiai filozófiák és vallások, mint a lókájata filozófia, amelyet egy feltételezett Charvaka nevű személy alapított Indiában, és amelyek Isten nélkül magyarázták a világot és az embert. Némileg ide kapcsolható Sziddhárta Gautama, azaz Buddha tanítása is, bár a buddhista szövegekben sokszor előfordulnak a védikus istenek; az üdvözüléshez vezető útnak azonban nem feltétele az ezekben való hit és annak szertartásai – Buddha tanításai szerint inkább filozófiai meggondolások kell hogy vezéreljék az embereket.
Kínában és a Közel-Keleten az ókorban ismeretlen volt az ateizmus; a mindenséget és az egész emberi életet rettenetes istenségek tartották hatalmukban. Más kultúrákban az istenség szelídebb alakot öltött; a görög-római politeizmusban egészen emberközelivé vált, de az istenek változatlanul hatalmuk alatt tartották az emberi életet.
Izraelben, mivel a nép az igaz Isten kinyilatkoztatásai birtokosának tartotta magát, az ateizmus az ostobaság felső fokának számított (Zsolt 14,1; 53,2). 
Pál apostol meg volt győződve, hogy a pogányok erkölcsi romlottsága Isten büntetése a bálványimádásuk miatt (Róm 1,18). A pogányságból megtértek pedig úgy látták, hogy keresztségük előtt reménytelenül és Isten nélkül, „ateistaként” éltek (Ef 2,12); Istent nem is ismerték (1Tesz 4,6), de mivel Isten a teremtett világból fölismerhető, ezért aztán nincs mentségük (Róm 1,19-20). Pál apostol Athénban az ismeretlen istennek szentelt oltárban az emberi szív kiolthatatlan vágyát ismerte fel az egy, igaz Isten iránt, akit ő Krisztusra ruházott. Következésképpen az ateizmus Krisztus istenségének tagadását is jelenti.
A görög–római műveltség területén az ateizmust önmagában nem büntették. 

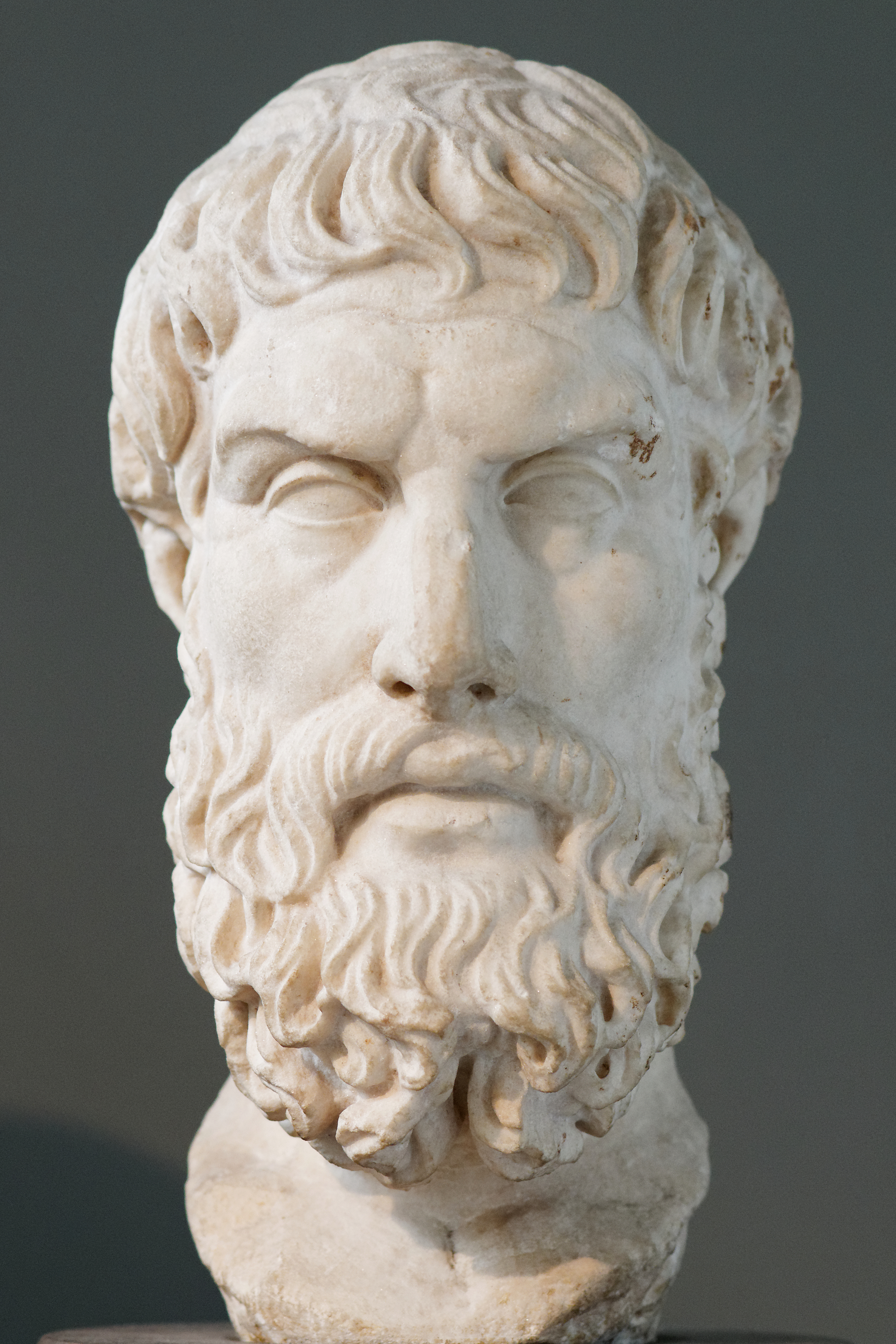
Epikurosz, akit Alexandriai Szent Kelemen görög filozófus a fő ateistának tartott.

A kialakult istenképet Tyruszi Maximosz foglalta össze „Ki isten Platón szerint” című könyvének tizenegyedik diskurzusában: „Ő az az értelem, amely Atya és Mindenek Alkotója, akinek nevét Platón nem mondhatta meg, mert ő sem tudta; akinek megjelenését nem írhatta le, hiszen ő sem látta; akinek kiterjedését nem becsülhette meg, hiszen nem érinthette. Az isteni láthatatlan a szemnek, kimondhatatlan a hang számára, megérinthetetlen testtel, ismeretlen a hallásnak; csak a lélek legcsodálatosabb, legtisztább, legértelmesebb részének látható. Mégpedig hozzá való hasonlósága révén, és hallható a vele való rokonsága miatt. Istennek nincs mérete, nincs színe, nincs formája, sem anyagának más ismérve (pathosz-a), de semmi máshoz nem hasonlítható szépsége van.”
„Isten kimondhatatlan (arrhétosz), csak értelmünkkel megragadható, mert nincs neme vagy formája, sem differenciája, sem járuléka; sem minősége vagy a minőség hiánya, hiszen Ő nincs hiányában semminek, nem is részekből összetett; Ő nem hasonlít, de nem is különbözik semmitől; nem hat rá semmi; sem nem mozog, de nem is mozgatja semmi.”
Az istentagadás vádját gyakorlatilag mindig akkor vették elő, amikor koncepciós pereket indítottak, néha halállal is büntették. A görögök nem vallásukban voltak intoleránsak – ami egy henoteisztikus vallásban meglehetősen furcsa is lett volna –, hanem a poliszok belpolitikájában. Isteneiket három csoportra osztották: a mesék és mítoszok, a természet és a filozófia, az állam és a politika isteneire. A mesék és mítoszok isteneit a nép képzeletére bízták, az állami istenek a társadalmi élet alapját képezték.
Rómában az volt ateista, aki nem volt hajlandó részt venni a politeista közös rítusokban, azaz nem követte a római vallást (religio). Így a kereszténység megjelenése után épp ők voltak ateisták, hiszen egyetlen istent imádtak. A pogány (paganus) latin szót a keresztények használták a 4. század elején a politeizmus leírására.
Ateista az a polgár volt, aki tagadta az állami istenek létét, vagy nem tett eleget kultikus kötelezettségének. A filozófusok közül azt is ateistának nevezték egyes koncepciós perekben, aki monoteista nézeteket vallott. Emiatt kellett menekülnie Athénból Klazomenai Anaxagorasznak és Prótagorasznak, és részben ezért is kellett meghalnia Szókratésznek. Ezzel szemben a Római Birodalom mindig toleráns volt, soha senkit nem ítéltek el vallása vagy vallástalansága miatt. Egyetlen tiltott vallás volt, Bacchus kultuszai, mivel a korai köztársaságkor egy szakaszában a bacchanáliák közbotrányt okoztak az egyébként prűd Rómában. A kereszténységet sem vallási mivolta miatt tiltották, hanem mert titkos politikai csoportosulást láttak benne. Az állami kultuszok gyakorlása közügy volt a köztársaság korában. A császárkorban a császárkultusz alakult ki, de kötelezővé csak Diocletianus idején lett, aki először vezetett be államvallást keleti mintára.
A kereszténység aztán mindenkiben ateistát látott, aki nem keresztény volt. Alexandriai Kelemen fő ateistának tartotta Epikuroszt, s a pogányokban kettős ateizmust látott: nem ismerik el az igaz Istent és istenként tisztelik azt, aki és ami nem Isten. Számukra ugyanígy ateisták voltak a különféle eretnekségek (animizmus, manicheizmus, doketizmus) követői, a markioniták és a szentlélektagadók.

### Középkor
A középkorban, különösen az inkvizíció idején sok embert üldöztek eretnekség miatt (az ilyen eretnekek java része azonban nem volt ateista, hanem általában dualisztikus vallások követője), de sok esetben az eretnekség vádja egyszerűen csak ürügy volt olyan koncepciós perek lefolytatására, mint a boszorkányperek jelentős része vagy a templomosok elleni per. A középkori hitetlenség a gyenge ateizmushoz volt közelebb. Kifejezetten erős ateizmus megnyilvánulása ritka volt. Az „epikureus” kifejezés szitokszó volt, és nemigen akadt követője. Mindenesetre Canterburyi Szent Anzelm istenérve legalább elméletben elismeri Isten létezésének kérdésességét, de csak azért, hogy bizonyítani tudja. A középkorban a legközelebbi irányzat talán a panteisztikus „Szabadgondolkodó Felebarátok” mozgalma volt. Egy tagjukról, Löfflerről, akit 1375-ben ítéltek emiatt máglyahalálra, azt mondják, hogy megátkozta a kivégzőit, mondván, nincs és soha nem is lesz elég fájuk, hogy „a véletlent, ami a világot uralja”, elégessék. [forrás?] A kortárs Charvaka iskola, amely a 14. századig fennmaradt Indiában, nyíltan ateista-empirikus elveket vallott.

### Újkor
A reneszánsz végén, és az újkorban ismét megjelent az ateizmus, és három forrásból táplálkozott: a felélesztett antik filozófiából (a sztoicizmus, szkepticizmus, és az epikureizmus irányzataiból), a filozófiai panteizmusból, majd a reformációból. Descartes és Malebranche még szilárdan istenhívő volt; Bacon úgy nyilatkozott, hogy „aki csak ízlelgeti a filozófiát, hajlik az ateizmusra, de aki igazán merít belőle, az vallásos lesz”. A reneszánsszal azonban megkezdődött a nyíltan hirdetett ateizmus, és a 16-18. században érte el tetőfokát. A reneszánsz és a reformáció alatt az egyház uralma egyre erősödött, de az ateizmust még nem célozta meg.
Az ókorban és az újkorban miközben könnyen ráfogták valakire, hogy ateista, amikor csak eretnek nézeteket vallott, aközben az „ateizmus” szót istentagadás értelemben használták, és a ma „gyenge ateizmus” néven emlegetett agnosztikus-közeli álláspontot akkoriban szkepticizmus néven emlegették az ókori filozófia hagyományainak megfelelően.
Az „ateizmus” kifejezést a 16. századi Franciaországban kezdték el gyakrabban használni, és eredetileg valláskritikusokat, tudósokat, materialista filozófusokat, deistákat és eretnekeket vádoltak vele. A vádat majdnem mindig tagadták. Így az ateizmus szó a reformáció és a felvilágosodás idejében, mint felvállalt nézet még nemigen fordult elő. Az angol materialistát, Thomas Hobbest (1588–1679) szintén vádolták ateizmussal, de ő tagadta. Felfogása szokatlan volt annyiban, hogy istent anyagból álló lénynek hitte. Korábban Christopher Marlowe drámaírót (1563–1593) is vádolták ateizmussal, mivel egy Jézus istenségét tagadó művet találtak nála. Mielőtt megvédhette volna magát, megölték, bár a gyilkosságban a korabeli politika is szerepet játszott. Hogy milyen veszélyes volt az ateizmus vádja, azt talán Jean-Francois de la Barre, egy francia nemes esete illusztrálja legjobban. 1766-ban de la Barre-t a francia hatóságok megkínozták, lefejezték, és a fejét elégették a kereszt elleni vandalizmus valamint számos más istenkáromlás vádja miatt, annak ellenére, hogy Voltaire megpróbálta az ítéletet visszavonatni. Az európai ateizmus története valójában a felvilágosodással kezdődik, és valódi kibontakozása az 1789-es francia forradalomhoz köthető. Képviselői az angol deizmus, a francia felvilágosodás és liberalizmus, és a német racionalizmus követői.
Az ateizmussal vádoltak között volt Denis Diderot (1713–1784), a felvilágosodás egyik filozófusa, a francia Enciklopédia első főszerkesztője. Azon Enciklopédiáé, amelyet a vallásos, különösen katolikus dogmák kritikájaként tartottak számon. Néhány más írásáért Diderot-t be is börtönözték.
Az 1770-es évekre az ateizmus még mindig egy veszélyes vád volt, amit általában tagadtak, de már kezdett felvállalható nézetté átalakulni. Az ateizmust elsőnek „nyíltan” Holbach báró, német–francia filozófus ismerte el az 1770-ben kiadott „A természet rendszere” című művében. Holbach Párizsban közismert társasági személy volt. Vezetője lett egy híres szalonnak, melyet sok elismert értelmiségi látogatott: közöttük Diderot, Jean-Jacques Rousseau, David Hume, Adam Smith, és Benjamin Franklin. Álnéven megjelentetett könyvét betiltották, később nyilvánosan elégették. Matthew Turner, egy liverpooli fizikus volt az első angol, aki nyíltan elismerte, hogy ateista. Válaszok dr. Priestley leveleire egy filozófiai hitetlenhez című pamfletjét álnéven írta 1782-ben, és egy kitalált szerzőhöz címezte.
Az 1789-es francia forradalom – amely a Legfőbb Lénytől függetlenül levezethető egyetemes emberi jogok eszméit is elhozta – után került be az ateista gondolat az euroatlanti politikai köztudatba, és nyitotta meg az utat a 19. századi racionalista és szabadgondolkodó mozgalmaknak. A forradalom ateista elemei ezeket a mozgalmakat csak meggyorsította. Az a hír is járta, hogy a lakosság vallásgyakorló rétegeit a francia forradalmi hatóságok erőszakot alkalmazva üldözni kezdték. A misztikus próféta, Nostradamus sírját egyesek meggyalázták, a csontokat szétszórták. Bár ez minden bizonnyal a csőcselék tette volt, Nostradamus maradványait nem a hatóságok rendeletére, hanem a helyi lakosság tiltakozására temették vissza. Egy korai ateista momentum volt Ludwig Feuerbachtól „A kereszténység lényege” című könyv megjelenése. Feuerbach a vallások Istenét egyszerűen emberi kivetítésnek tekinti. Szerinte nem Isten teremtette az embert, hanem az ember teremt magának isteneket. Boldogsága és felszabadulása érdekében azonban meg kell szabadulnia történelmi bálványaitól. A teológiát az antropológiának kell helyettesítenie.
További német ateista gondolkodók a 19. századból Arthur Schopenhauer és Friedrich Nietzsche. Nietzsche az utcán lámpással Istent kereső embert citálja: „Isten halott; mi öltük meg Őt, emberek”. A filozófus amellett érvelt, hogy a nyugati keresztény vallás dekadens, halálra van ítélve, és ezek után egy új értékrendet kell létrehozni.
A szabadgondolkodó Charles Bradlaugh-t többször parlamenti képviselővé választották Angliában, de nem foglalhatta el a helyét, mivel kérelmét, hogy világi esküt tegyen hitbéli helyett, elutasították (felajánlotta, hogy vallásos esküt tesz, de azt is elutasították). Miután negyedik alkalommal is újraválasztották, a parlament engedett; ő volt az első ateista, aki a parlamentben ülhetett, és ahol többek között az eskü megreformálásában is részt vett. Más országokban Isten elutasítása törvényileg istenkáromlásnak minősült. Számos országban, mint Németországban, Spanyolországban és Nagy-Britanniában ezek a törvények megmaradtak. Hasonlóképpen néhány amerikai államban, például Massachusetts-ben is fennmaradtak ilyen törvények, de ma már nemigen alkalmazzák őket.
Karl Marx Feuerbachot követve minden különbségtétel nélkül a kereszténység ellen fordította Démokritosz és Epikurosz valláskritikáját, és nyílt, harcos ateizmust hirdetett. 1844-ben ezt írta A hegeli jogfilozófia kritikájához című művének bevezetőjében:
„A vallási nyomorúság a valóságos nyomorúság kifejezése, egyszersmind tiltakozás a valóságos nyomorúság ellen. A vallás az elnyomott lény sóhajtása, a szív egy szívtelen világban, a lélek a lélektelen körülmények között. Ez a nép ópiuma.”
A marxista valláselmélet szerint az emberek azért fordulnak a valláshoz, hogy a valóság szociális nyomorát enyhítsék; azaz Marx azt mondja, hogy a vallás az osztályelnyomás fájdalmainak enyhítésére létrehozott álomvilág, amely az elnyomott osztály szociális kontrolljával segíti az „evilági” kizsákmányolást, a túlvilági megváltás és igazságosság reményével áltatva őket: „az emberek hozzák létre a vallást, nem a vallás az embert”.

### Legújabb kor
Napjaink ateizmusának kialakításában jelentős szerepet játszottak olyan gondolkodók, mint Marx, Nietzsche és Freud. Hatásukra az ateizmus korunkban általános jelenséggé vált. A felvilágosodás többnyire deista gondolkodóival szemben ők már abszolút értelemben vett ateisták.
A marxista valláselmélet a vallást az elnyomott tömegek illuzórikus boldogságának tartja. „A dolgozó tömegek társadalmi elnyomása látszólag teljes tehetetlenségük a kapitalizmus túlerejével szemben, mely az egyszerű munkásembernek naponta és óránként ezerszer több szenvedést és kínokat okoz, mint akármilyen más rendkívüli esemény...ebben van a vallás legmélyebb gyökere” hangoztatta Lenin. A marxizmus tanítása szerint a vallás a társadalom életéből fokozatosan el fog tűnni, ha a termelő eszközök társadalmi tulajdonba kerülnek és a szolgaságból mindenkit felszabadítanak. A vallás tehát az anyagi alaphoz viszonyítva felépítmény jellegű.
A kommunista országok alkotmányosan szekuláris államok voltak. A Szovjetunió alkotmánya, Lenin írásai a vallási szabadságot, szekuláris államot, oktatást hirdették. Ugyanakkor (mint az előbb láttuk) a klerikális osztály, mint elnyomó osztály jelent meg a marxizmusban, amely ellen szükségesnek tartották a küzdelmet. A bolsevik párt ideológiájában szintén antiklerikális volt, a vallás ellen propagandisztikus eszközökkel, szekuláris oktatással kívánt küzdeni.
Magyarországon a 20. század elején, 1908 és 1919 között egyetemi hallgatók egyesülete volt az ateista-szabadgondolkodó Galilei Kör. 
Mivel az államszocializmus idején pártállam volt, ezért az állami hivatalos szekularizáción túl megjelent az államban a párt ideológiája, és így a vallás államilag is fokozatosan üldözött lett. Ennek mértékei változtak állam és egyház szerint. Voltak bizonyos országok, és bizonyos egyházak, amelyek megtűrtek, elfogadottak lettek, gyakran úgy, hogy vezetőiket különféle, sokszor erőszakos eszközökkel kényszerítették a hatalom bizonyos mértékű kiszolgálására.

### Napjaink
A 2001. szeptember 11-ei eseményeket sokan példának tekintették arra, hogy a vallási fanatizmus milyen veszélyeket rejt magában. Talán ennek hatására, ismét előtérbe került a szervezett ateizmus. A 2005-ös év két főbb eseménye a januárban, Indiában rendezett Ateista Világkongresszus, és az IHEU júliusi, párizsi világkongresszusa.

### Magyarországi ateista szervezetek
Magyarországon jelenleg több kisebb ateista szervezet is működik, mint pl. a következők:
- Ateista és Agnosztikus Klub. A klubot korábban szoros szálak fűzték a Szkeptikus Társasághoz, de attól független szerveződés, mely részben annak hatására született, hogy a Szkeptikus Társaság alapszabályából kikerült a valláskritika mint tevékenységi kör. Célja elsősorban az ingyenes művelés és önművelés.
- Magyar Ateista Társaság (röviden MATT). A MATT Magyarországon tevékenykedő, az ateisták és nem hívők érdekeit védő nonprofit civil szervezet, amely céljának tekinti „az ateista közösség szervezését, ateista filozófia, szekuláris értékek megismertetését, a racionális, kritikus, tudományosan alátámasztott tényekre alapozó gondolkodás népszerűsítését, az egyetemes emberi értékek, a szekuláris etika, és az ezeket vallók érdekeinek védelmét“.
- Magyar Ateisták és Humanisták Társasága. E társaság elsősorban az ateizmus jogi vonatkozásaira, az állam és egyház elválasztására, és az ateizmus jogi képviseletére koncentrál.

## Az ateizmus filozófiája

### Ismeretelmélet
Az ateisták általában az empirizmus filozófiai vagy köznapi, esetleg naiv változatát követik az ismeretelméletben. Jellemző rájuk a racionalizmus is. A két nézet filozófiai dilemmái a köznapi emberben általában nem okoznak ellentmondást, a filozófiában járatosabbak pedig különböző irányzatokban találhatnak valamilyen megoldást. Lehetséges ez egy analitikus filozófiához hasonló hozzáállással, vagy egy naturalisztikus ismeretelmélet útján. Másik megoldás lehet a logikai pozitivizmus is. Az ateisták véleménye, miszerint nincs isten (vagy nem hisznek benne), általában erre az empirikus jellegű ismeretelméletre támaszkodik – azaz (többek között) azért nem hisznek istenben, mert nincs tapasztalatra alapított bizonyítéka létezésének.
Az agnosztikusok és ateisták általában egyfajta kritikus, legalább enyhén szkeptikus, pozitivista jellegű, gyakran ismeretelméleti felfogással rendelkező személyek; jellemvonásaik közé tartozik a bebizonyítás vágya (verifikácionizmus). Ennek szigorúbb változatát a logikai pozitivizmus fejlesztette ki.

#### Logikai pozitivizmus és ateizmus
A logikai pozitivisták, tehát Rudolf Carnap német filozófus szerint is, minden istenről való beszéd értelmetlenség, mivel semelyik metafizikai állításnak nincs tapasztalati ellenőrizhetősége, és így igazság-értéke sem (nem lehet igaz vagy hamis): ennélfogva nincs kognitív értelme. A logikai pozitivisták szerint a „Létezik-e isten?” kérdés – akárcsak a „Léteznek-e a babigok?” – szigorúan véve kognitívan értelmetlen, bármennyire értelmesnek tűnik is. A logikai pozitivisták így ateistáknak mondhatóak, de speciális indokaik vannak erre, és az empirikus igazolás kritériumát az általános vélekedésnél erősebben értelmezik: nekik az empirikus igazolás hiánya nem csupán az igazság, hanem az értelmesség kritériuma is.

### Lételmélet – Ontológia
Az ateisták általában egy monista lételméletet képviselnek, amit pongyolán úgy fogalmazhatunk meg, hogy a világban csak szerkezettel rendelkező „anyag” van, amely bizonyos törvények szerint működik és változik. Ez közel áll a realizmus felfogásához. A kettős lételmélet ritka az ateizmusban. Elképzelhető viszont minden fajta ontológia, mint például ennek a meghatározásnak az elutasítása, melyet aztán a pragmatikusabb instrumentalizmus dogmája válthat fel.

### Erkölcsi nézetek
Egy ateista erkölcsi nézetei – a keresztényekhez hasonlóan – részben kiterjednek más vallásos erkölcsök kritikájára is. Az ilyen kritikán túlmenő, pozitív erkölcsi nézetek indoklása egy istenhittől való mentesség esetén szükségszerűen nélkülözi az istenségre való hivatkozásból adódó abszolútság lehetőségét. Ez azonban önmagában nem teszi szükségszerűvé, hogy egy ateista erkölcsi relativista, erkölcsileg liberális legyen. Összetettebb racionális megfontolásokból, evolúciós heurisztikából (ismert eljárásokra alapított módszertan) is adódhatnak olyan ateista vélekedések, hogy egyes erkölcsi nézetek abszolútak. Az ateizmus egy isten létének megkérdőjelezésén és tagadásán túlmenően szinte minden más kérdésben, így erkölcsi kérdésekben sem egységes, azaz a valóságban a nézetek szinte minden, elvben lehetséges kombinációja is előfordulhat. E színes sokféleség ellenére az ateisták abban egymáshoz hasonlóak, hogy többségük kifejezetten humánus erkölcsi nézeteket vall, és azok szerint cselekszik.
Sok világvallás tanítja azt, hogy az erkölcs egy istenség parancsolataiból vezethető le, valamint hogy az embereket leginkább az istenektől való félelem készteti erkölcsös viselkedésre. Ebből kifolyólag az ateistákat gyakran vádolják erkölcsnélküliséggel vagy erkölcstelenséggel. Az Egyesült Államokban például sokáig nem engedték az ateistákat bíróságon tanúskodni, mivel úgy hitték, egy ateistának nincs oka igazat mondani.
Az ateisták túlnyomórészt elutasítják ezt a nézetet, és azt állítják, ugyanannyira hajlanak az erkölcsös viselkedésre, mint bárki más – a neveltetésük miatt, másokkal való együttérzésből, a társadalom törvényei miatt, a jó hírnevük érdekében és önbecsülésből. Francis Bacon azt írja: „Az ateistának az eszére, a filozófiára, a természetes jámborságra, a törvényekre, a hírnévre kell hagyatkoznia; ezek mindegyike hozzásegíthet az erkölcsösséghez, még vallás nélkül is; a vallásos babona azonban mindezeket elveti, és az emberek fejében egyeduralmat gyakorol.” Ezen kívül, bár az ateizmus, mint negatív nézet, nem jár szükségszerűen együtt semmilyen erkölcsi filozófiával, sok ateista vonzódik a szekuláris humanizmushoz hasonló nézetekhez, melyek erkölcsi rendszere nem az
isten-vagy istenségekben való hitre épül.
Ludwig Feuerbach pedig a „Gondolatok a halálról és a halhatatlanságról” című művében egyenesen azt fejtegeti, hogy csak aki tudja, hogy teljes halál vár reánk, az érzi szükségét, hogy az abszolút igazat és a lényegeset tegye szellemi működése központjául.
Az ateisták azt is állítják, hogy az erkölcsös élethez nincs szükség vallásos alapokra. Szerintük a valóban erkölcsös viselkedésnek az önzetlenségből kell fakadnia, nem pedig a halál utáni büntetéstől való félelemből, illetve a jutalom iránti vágyból. Ezért nem biztos, hogy aki a vallások általi erkölcsiség szerint cselekszik, az valódi belső késztetése alapján cselekszik. Hasonlóan a tolvajhoz, aki nem fog lopni a rendőrségi kamerák fenyegető jelenlétében, van aki a büntetéstől való félelmében cselekszik helyesen vagy erkölcsösen: a Nagy Testvér akármikor megláthatja, tehát csak ez húzza vissza az esetleges gaztett elkövetésétől. Továbbá az ateisták felhívják a figyelmet arra, hogy a legtöbb vallásban az erkölcsi előírások tiltólistaként vannak megfogalmazva: bizonyos cselekedeteket nem szabad elkövetni. Szerintük egy tiltólista betartása nem elegendő az őszintén erkölcsös viselkedéshez, mivel az erkölcsnek pozitívnak kell lennie, nem negatívnak. Itt a Mit kell tennem?, nem pedig Mit nem szabad tennem? a kérdés. A vallások tilalmainak megszegése a vallásos emberekben bűntudatot, kisebbrendűségi érzést kelt, amiből aztán kifejlődhet egy életen át tartó rettegés is. Véleményük szerint a humanizmus és a racionális gondolkodás segítségével sokkal teljesebb erkölcsi életet lehet folytatni.
Ross felmérése 1950-ben azt mutatja, hogy az ateisták és agnosztikusok gyakrabban fejezik ki arra való hajlandóságukat, hogy segítsenek a szegényeknek, mint a mélyen vallásosak.
Pyysiäinen és Hauser felmérésekre hivatkozva a mellett érvel, hogy a vallásoknak nincs közük az erkölcshöz, és inkább az emberi evolúció melléktermékeként alakultak ki. Részletesebben lásd: A vallás eredete.

## Érvek az ateizmus mellett
Az ateizmus melletti érvek:
- Isten létezése elleni logikai érvek
- Erkölcsi és praktikus okok
- Társadalmi okok
- Pszichológiai okok

Mivel ez a szócikk az ateizmusról szól, ezért az ateista érveket elsősorban az ateista szempontból mutatjuk be. Az ezekre adott esetleges válaszokra és a filozófiai vitákra nem tudunk kitérni. Az érvek ellenoldali illetve kétoldalú tárgyalása a hivatkozott tematikus szócikkeben illetve külső hivatkozásokban találhatóak meg.

### Isten létezése elleni érvek
- Az inkonzisztens kinyilatkoztatások érve szerint a bibliai Isten létezése valószínűtlen, mivel sok teológus és hívő tett egymásnak ellentmondó és egymást kizáró kinyilatkoztatásokat. Az egyszerű halandónak nem áll módjában eldönteni, melyik kinyilatkoztatás a hiteles, ezért az a legbölcsebb, amit tehet, hogy tartózkodik az ítélethozataltól. Ez az érv egyebek között Voltaire Candide-jában és Filozófiai ábécéjében is megjelenik.
- A rossz problémájának első fennmaradt kifejtése Epikurosz ókori filozófus nevéhez fűződik. Az erre hivatkozók vitatják az olyan isten létezését, aki egyszerre mindenható és irgalmas: szerintük egy ilyen isten nem teremtett volna olyan világot, amelyben jelen van a gonosz, vagy legalábbis nem tűrné el annak huzamosabb létezését. Az érvelés szerint egy mindent tudó és mindenható istennek képesnek kell lennie szándékainak megfelelően irányítania a világot. Mivel a gonosz mégis szemmel láthatóan létezik, bizonyára Isten akarata szerint létezik. Ebből következik, hogy az ilyen isten vagy nem mindenható, vagy nem mindent tudó, vagy nem végtelenül irgalmas. Amennyiben azt is feltesszük, hogy ha létezik isten, akkor az az isten végtelenül irgalmas, mindent tudó és mindenható, arra a következtetésre jutunk, hogy ilyen isten nem létezik. (ld. ugyanezt még Szalai 2005)
- A hitetlenség létezésének kérdése a gonosz létezésének kérdéséhez hasonló érvelés (ld. Szalai 2005). A gondolatmenet a következőképp vezethető végig:

Tegyük fel, hogy létezik Isten, aki mindenható és fontos neki, hogy higgyünk benne.
1. Isten azt szeretné, ha minden ember hinne benne, ismerné és szeretné. Ez számára egy nagyon fontos dolog.
2. Isten bármit megtehet, ami logikailag lehetséges. (Mindenható)
3. Isten képes lenne minden emberrel megszerettetni és megismertetni magát.
4. Az ateisták (akik egyszersmind emberek) nem hisznek Istenben.
5. Ha Isten valamit nagyon meg szeretne tenni, és lehetséges, akkor megteszi.
6. Ha Isten azt szeretné, hogy minden ember higgyen benne, minden ember hinne benne.
7. Isten nem szeretné, hogy minden ember higgyen benne. (4. és 6. szerint)
8. Ellentmondás 1. és 7. között.

Következtetés: nem létezik olyan isten, akinek fontos, hogy mindenki higgyen benne. Azaz Isten vagy egy igen kicsi hatalommal, vagy valamilyen külső korláttal rendelkező lény (kérdéses, hogy az ilyen istennek hívható-e), vagy nem szeretné, hogy higgyünk benne, aktívan vagy passzívan rejtőzködik. Továbbá az 1. pontra éppen az emberiség történelme a cáfolat.
- „Isten rejtőzködése” Egy az előzőhöz igen hasonló érvelés található (Schellenberg 1993)-ban, mely szerint az a tény, hogy isten létezésére nincs igazolás, érv egy jóságos isten létezése ellen, hiszen egy jóságos isten szeretne velünk pozitív kapcsolatot, aminek előfeltétele az, hogy igazoltan létezőnek tudjuk őt.
- A szabad akarat kérdése érdekes problémát vet fel. A legtöbb monoteista vallás felruházza istenét a mindent tudás és a szabad akarat tulajdonságaival. Az érvelés szerint ez a két tulajdonság kizárja egymást, ezért bármely olyan istenkép, amely mindkét tulajdonságot magában foglalja, önellentmondásos (ld. Barker 1997).[18] A levezetés a következő:

1. A szabad akarat meghatározása szerint ha Isten rendelkezik szabad akarattal, akkor bármely pillanatban dönthet, hogy valamit megtesz vagy sem. Ennek van azonban egy kompatibilista és nem kompatibilista értelmezése (ld. szabad akarat). [forrás?]
2. A mindent tudás meghatározása szerint Isten mindent tud, ami a jövőben történni fog, így ismeri az összes döntési helyzet eredményét is a jövőben.
3. A tudás meghatározása alapján ha valaki tud valamit a jövőben, akkor az meg van határozva.
  1. A szabad akarat inkompatibilista felfogása szerint a meghatározottság és a szabad akarat ellentmondásos. Ha valami meg van határozva, akkor nem szabad.
  2. A szabad akarat kompatibilista felfogása szerint a meghatározottság és a szabad akarat nem ellentmondásos: valakinek lehet szabad akarata, ha döntéseit meghatározott módon, de a maga által meghatározott módon hozza. Azonban ez a döntés csak akkor nevezhető döntésnek, ha az a személy nem mindent tudó. Ugyanis ha a személy mindent tud, akkor, amikor bármely {\displaystyle t_{2}} pillanatban döntenie kellene, akkor azt mondhatjuk, hogy ő már egy {\displaystyle t_{1}<t_{2}} pillanatban is tudta az eredményt, azaz nem dönthetett a {\displaystyle t_{2}} pillanatban. Tehát egy mindent tudó lény nem dönthet. A mindent tudás és a döntés fogalma ellentmond egymásnak.
4. Az eddigi érv nem az emberekről, nem a világ kauzalitásáról szól, de hasonló probléma van isten mindent tudása és az emberek szabad akarata között is. Bár itt csak a nem-kompatibilista ellentmondás lép fel, mivel az ember nem mindent tudó. Fellép viszont a felelősség kérdése is: ha isten mindent tud, akkor miért nem ő felelős mindenért? Ez viszont már az erkölcsi kérdésekhez vezet, amit másik szekcióban tárgyalunk.

- A nem hívők kárhozatra jutása: bizonyos vallásokban sokaknak erkölcsileg problémás gondolat. Elvégre ha feltesszük, hogy van Isten, és a túlvilági ítéletben bármilyen jelentős negatív szerepet játszik az, hogy a hitetlenek tudatlanságból tévednek (például ha csak purgatóriumon kell keresztül menniük), és ebben egy vallás istenének szerepe van, akkor egy ilyen bocsánatos tévedésért ekkora büntetést kiróni nem tűnik igazságosnak. Különösen, ha isten létezésére nincs különösebb racionális empirikus igazolás. (Az ateisták úgy gondolják, hogy hatalmas büntetés képével fenyegetni, ill. azt bizonygatni, hogy az egyik vallás minden más hit és világnézet felett áll – tudományos érvelés nélkül, épp azért szükséges, mert tudományos érveket nem lehet felhozni Isten létezése mellett. Lásd például, Richard Dawkins: The God Delusion)
- Komplexitás érv: Richard Dawkins a The God Delusion-ban fejti ki Fred Hoyle híres érvét, „The ultimate Boeing 747” c. fejezetben. Dawkins azt írja, hogy a természet komplexitásának megmagyarázására egy intelligens tervezővel óhatatlanul azt kell feltételezze, hogy a tervező még komplexebb, hiszen tervezni egy bizonyos komplexitású dolgot csak még komplexebb dolog tud. Tehát az intelligens tervező elmélete valaminek a megmagyarázására egy még inkább magyarázatra szoruló dolgot feltételez, így nem jó magyarázat. Ellenben az evolúció, amelynek során a komplexitás nem csupán véletlennel, hanem véletlennel és szelekcióval alakul ki, egy olyan folyamat, amely révén egyszerű dolgokból lehet megmagyarázni a komplex dolgok kialakulását. Ez az egyetlen ilyen elmélet, amely tényleg magyarázatként léphet elő. Érdekes az elmélet asimovi feldolgozása a Robottörténetekben. A Logika novellában egy űrállomás robotja azért tagadja meg az engedelmességet az őt üzemeltető emberi személyzet számára, mert a komplexitás érve alapján nem hiszi el, hogy a gyengébb képességű ember készíthetne el egy olyan komplex robotot, amely lényegében meghaladja alkotója képességeit.

- lásd még: Bábel-hal

### Erkölcsi és gyakorlati okok
Az erkölcsi érvek az ateizmus mellett olyan esetekről szólnak, amikor az ateisták szerint a helyes cselekedet ateista nézetet igényel, vagy legalábbis azt, hogy bizonyos vallások, szekták hívei ne legyünk. A legerősebbnek tartott érv ezen kívül az, hogy azoknak, akik nem tudják elfogadni a gonosz létezését isten személyében vagy személye mellett, és a világban ennek jeleit látják – ez isten létezésének elvetése mellett érv. A gyakorlati okok azt jelentik, hogy az ateisták szerint az ateizmus hasznos lehet, pozitív befolyása lehet egy ember életvitelére nézve. Ez a különböző ateista életszemléleteket jelenti, köztük leginkább a világi humanizmust.

### Társadalmi okok
A hívőkhöz hasonlóan az ateisták közül is sokan nem azért ateisták, mert tudatosan meggondolt indokaik vannak erre, hanem mert így lettek oktatva, nevelve.

### Pszichológiai okok
Elterjedt a hit pszichológiai előnyeire rámutatni, miszerint a vallásos emberek általában boldogabbak. Pedig egyes vélemények szerint azok az emberek, akik a világot kiismerhetőnek vélik, nagyobb a kudarctűrő képességük, kevésbé szorulnak lelki támaszra, ők a vallásos hit gyakorlatát nem igénylik. Sok ateistának az istenhit melletti erős érzelmi töltés az ok, ami miatt ellenérzést táplál a vallással szemben.

## Statisztikák
Az ateizmusról és vallásosságról szóló felmérések sokszor pontatlanok és torzak. Mivel bizonyos kormányok szorgalmazták az ateizmust, mások pedig ellene voltak, ezért a statisztikai adatokban az ateizmus sokszor túl van becsülve, vagy alul. Lehet vitatni a statisztikák pontosságát, módszereit is. Az ateizmus, agnoszticizmus környékén vannak fogalmi tisztázatlanságok, nem mindenki tudja pontosan, melyik mit jelent. Így például elképzelhető, hogy egy buddhista vallású ember ateista, amennyiben nem hisz istenben. Sőt, transzcendencia-mentes buddhizmus is létezik. Kérdéses a valamilyen egyházhoz tartozók esetében az, hogy ez mennyire jelent hitet, aktív vallásosságot, továbbá a nem vallásosak, nem válaszolók hova sorolása is.
A vallásról és ateizmusról szóló statisztikák a következő konklúziókat támasztják alá több-kevesebb biztossággal.
- A világban az ateizmus az utóbbi időszakban tért nyer és terjed, miközben bizonyos vallások szintén terjednek, illetve szerkezetük, és egymáshoz való viszonyuk átalakul.
- Az ateizmus főleg a fejlettebb országokban terjed, Európában és a fejlettebb Ázsiai országokban, elsősorban szekuláris államokban.
- A hit formái kezdenek távolodni a szervezett, egyházi formájától, és egyre kevesebb az intézményesen, szertartásosan vallásos ember a hívők között.
- Összefüggés fedezhető fel az ateizmus és a tudományos jártasság, intelligencia között.[21]
- A tudományos kutatások összességét nézve nincs igazolt pozitív összefüggés vallás és erkölcs, valamint vallás és boldogság között. Így nincs igazolt negatív összefüggés ezen és az ateizmus között.

Ezen állítások bővebb alátámasztására, illetve konkrét statisztikákhoz ld. a fő szócikket.

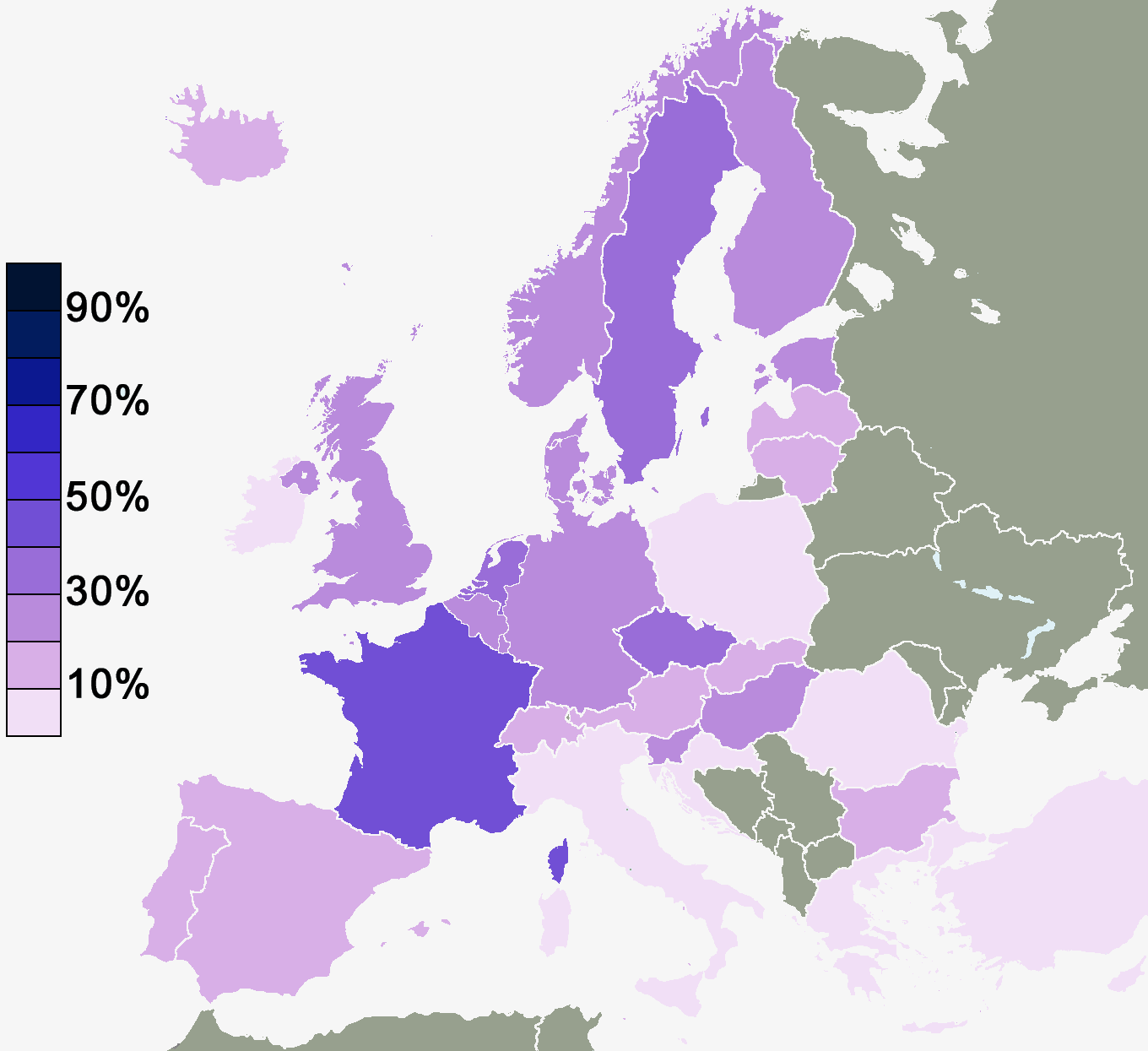
A „semmiféle Isten, szellem vagy magasabb intelligencia” létében nem hívő emberek aránya az európai országokban az Eurobarometer 2010-es felmérése alapján

### Ateizmus Európában
A 2005-ös Eurostat Eurobarometer felmérés során az Európai Unió polgárainak 52%-a válaszolt, úgy, hogy „hisznek Istenben”, 27% „hisz valamilyen felsőbb lény, vagy erő létezésében” és 18% hogy „nem hisz semmiféle Isten, szellem, vagy életerő létezésében”. Az egyes országok között éles különbségek mutatkoztak: míg a máltaiak 95%-a mondta, hogy hisz Istenben, az észt válaszolók közül csak 16% jelölte meg ezt a választ.

### Angolul
- Ateizmus az Open Directory Project lapjain
- Secular Web Library – régebbi és modern írások online könyvtára, vélhetően az egyik legnagyobb, ami az ateizmusról szabadon fellelhető az interneten
- Rational Response Squad – Az ateizmus nézetei a vallásokról
- Freedom From Religion Foundation – Az egyház és az állam különválását támogató szervezet
- Positive atheism: Great Historical Writings.
- Religion & Ethics–Atheism
- The Demand for Religion – Wolfgang Jagodzinski (University of Cologne) és Andrew Greeley (University of Chicago and University of Arizona) tanulmánya az ateizmus demográfiájáról
- The Necessity of Atheism Archiválva 2009. szeptember 26-i dátummal a Wayback Machine-ben – Dr. D.M. Brooks könyve (teljes mű)